# Chlorodiella longimana
Chlorodiella longimana är en kräftdjursart som först beskrevs av H. Milne Edwards 1834.  Chlorodiella longimana ingår i släktet Chlorodiella och familjen Xanthidae. Inga underarter finns listade i Catalogue of Life.